# Oreodera minima
Oreodera minima là một loài bọ cánh cứng trong họ Cerambycidae.